# Abierto Mexicano de Tenis 2017
L'Abierto Mexicano de Tenis 2017, conosciuto anche con il nome di Abierto Mexicano Telcel 2017 per motivi di sponsorizzazione, è stato un torneo di tennis giocato sul cemento. È stata la 24ª edizione del torneo maschile, facente parte della categoria ATP Tour 500 nell'ambito dell'ATP World Tour 2017, e la 17ª del torneo femminile facente parte della categoria WTA International nell'ambito del WTA Tour 2017. Sia il torneo maschile che quello femminile si sono giocati al Princess Mundo Imperial di Acapulco, in Messico, dal 27 febbraio al 5 marzo 2017.

## Partecipanti ATP

### Teste di Serie
| Nazionalità | Giocatore     | Ranking* | Testa di serie |
| ----------- | ------------- | -------- | -------------- |
| Serbia      | Novak Đoković | 2        | 1              |
| Spagna      | Rafael Nadal  | 6        | 2              |
| Croazia     | Marin Čilić   | 7        | 3              |
| Austria     | Dominic Thiem | 8        | 4              |
| Belgio      | David Goffin  | 10       | 5              |
| Australia   | Nick Kyrgios  | 16       | 6              |
| Stati Uniti | Jack Sock     | 21       | 7              |
| Stati Uniti | John Isner    | 22       | 8              |

* Ranking al 20 febbraio 2017.

### Altri partecipanti
I seguenti giocatori hanno ricevuto una wild card per il tabellone principale:
- Novak Đoković
- Aleksandr Dolhopolov
- Ernesto Escobedo
- Lucas Gómez

Il seguente giocatore è entrato in tabellone come special exempt:
- Donald Young

I seguenti giocatori sono entrati nel tabellone principale passando dalle qualificazioni:

- Taylor Fritz
- Stefan Kozlov
- Yoshihito Nishioka
- Frances Tiafoe

Il seguente giocatore è entrato in tabellone come lucky loser:
- Jordan Thompson

## Partecipanti WTA

### Teste di Serie
| Nazionalità | Giocatrice           | Ranking* | Testa di serie |
| ----------- | -------------------- | -------- | -------------- |
| Croazia     | Mirjana Lučić-Baroni | 29       | 1              |
| Francia     | Kristina Mladenovic  | 31       | 2              |
| Lettonia    | Jeļena Ostapenko     | 34       | 3              |
| Porto Rico  | Mónica Puig          | 42       | 4              |
| Stati Uniti | Christina McHale     | 44       | 5              |
| Canada      | Eugenie Bouchard     | 45       | 6              |
| Ucraina     | Lesja Curenko        | 52       | 7              |
| Germania    | Andrea Petković      | 53       | 8              |

* Ranking al 20 febbraio 2017.

### Altre partecipanti
Le seguenti giocatrici hanno ricevuto una wild card per il tabellone principale:
- Daniela Hantuchová
- Renata Zarazúa

La seguente giocatrice è entrata in tabellone con il ranking protetto:
- Ajla Tomljanović

Le seguenti giocatrici sono entrate nel tabellone principale passando dalle qualificazioni:

- Jennifer Brady
- Fiona Ferro
- Jamie Loeb
- Bethanie Mattek-Sands
- Chloé Paquet
- Taylor Townsend

## Campioni

### Singolare maschile
Sam Querrey ha sconfitto in finale  Rafael Nadal con il punteggio di 6-3, 7–6(3).
- È il nono titolo in carriera per Querrey, primo della stagione.

### Singolare femminile
Lesja Curenko ha sconfitto in finale  Kristina Mladenovic con il punteggio di 6-1, 7-5.
- È il terzo titolo in carriera per Curenko, primo della stagione.

### Doppio maschile
Jamie Murray /  Bruno Soares hanno sconfitto in finale  John Isner /  Feliciano López con il punteggio di 6-3, 6-3.

### Doppio femminile
Darija Jurak /  Anastasija Rodionova hanno sconfitto in finale  Verónica Cepede Royg /  Mariana Duque Mariño con il punteggio di 6-3, 6-2.